# Polska strefa okupacyjna w Niemczech

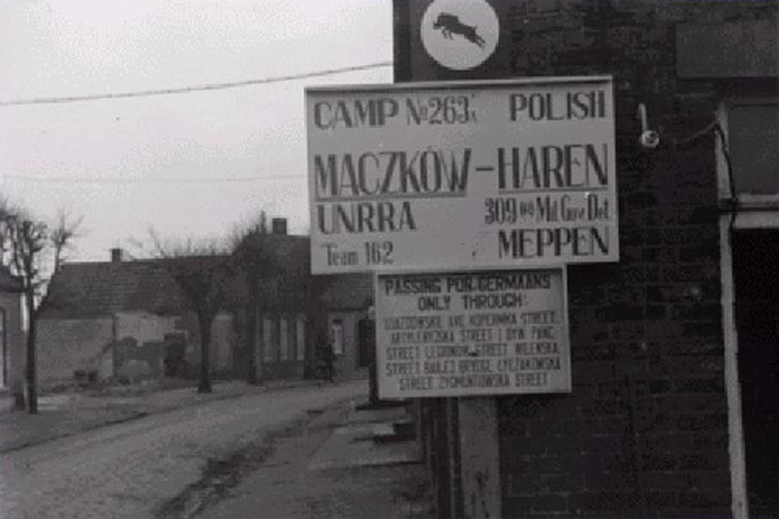
Tablica informacyjna w Haren/Maczkowie.

Polska strefa okupacyjna w Niemczech – obszar w północno-zachodnich Niemczech, na terenie brytyjskiej strefy okupacyjnej, zajęty w latach 1945–1948 przez polskich żołnierzy i byłych więźniów.
Zajmował on powierzchnię 6470 km², na obszarze - graniczących z Holandią - powiatów: Aschendorf, Meppen i Lingen, a także hrabstw: Bentheim, Bersenbrück i Cloppenburg włącznie z miastami: Papenburg, Meppen, Lingen i Cloppenburg w Dolnej Saksonii i czasowo Leer we Wschodniej Fryzji.

## Historia

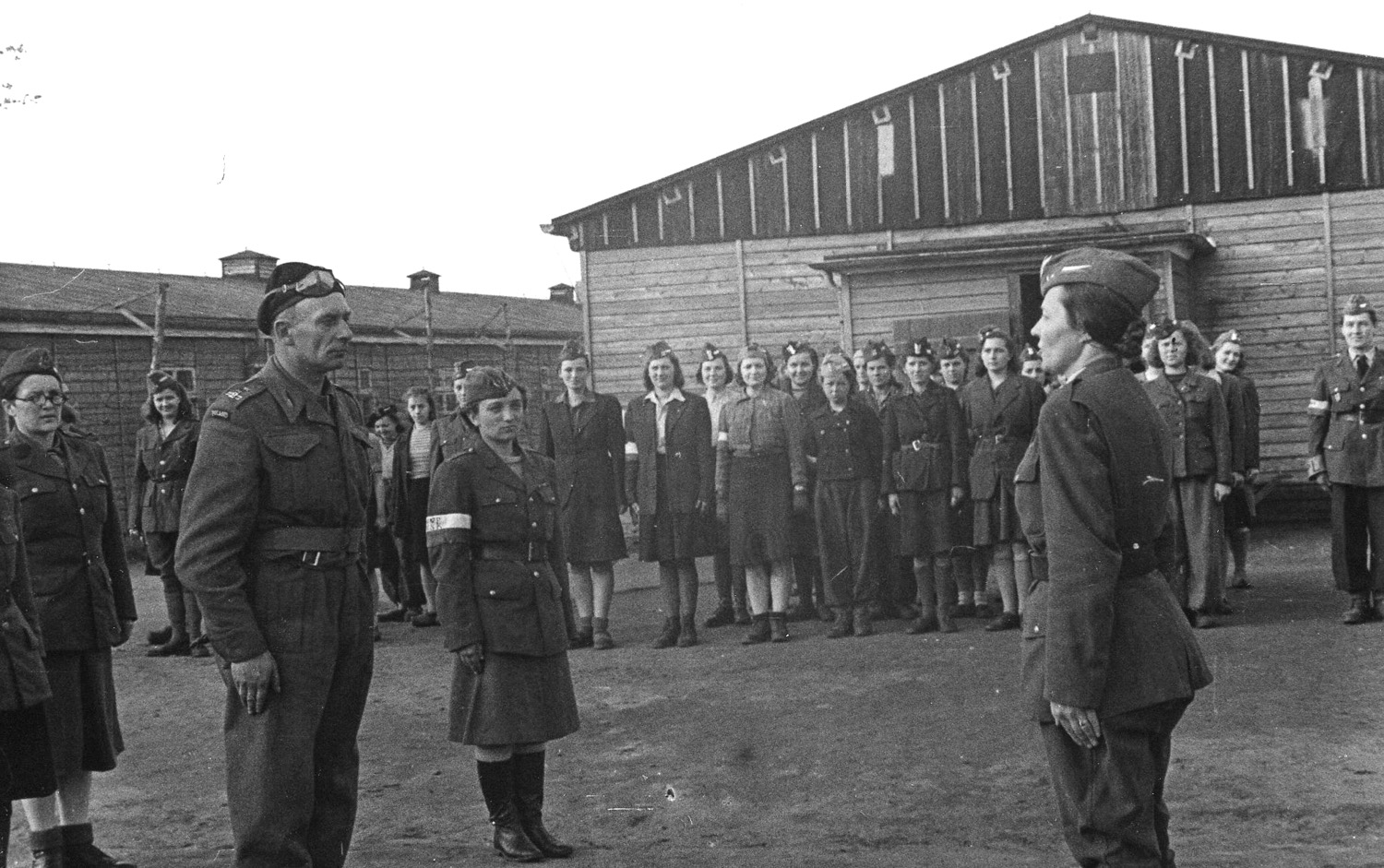
Wyzwolenie Stalagu VI C Oberlangen przez żołnierzy 1 Dywizji Pancernej. Raport składa por. hm. Maria Irena Mileska „Jaga”.

Idea nadania Polsce własnej strefy okupacyjnej w Niemczech pojawiła się już w 1942 r., kiedy w sztabie Naczelnego Wodza Wojska Polskiego na Zachodzie przygotowywano memorandum o powojennych stosunkach polsko-niemieckich. Memorandum to szczegółowo przedstawiało poszczególne etapy polskiej okupacji Niemiec, jej granice oraz specyfikę tego planu. Istniały różnice w definicji obszarów, które Polska będzie musiała zająć, a tych, które zostaną włączone do Polski po zakończeniu wojny. W 1942 r. wojna nie została jeszcze wygrana, ale nie przeszkodziło to polskiej kwaterze głównej w planowaniu sytuacji powojennej. 
Decyzję o powstaniu polskiej enklawy podjęto w 2. Korpusie Kanadyjskim, a zaakceptował ją brytyjski zarząd wojenny z marszałkiem Montgomerym na czele.

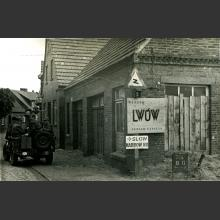
Haren przemianowane na Lwów.

19 maja 1945 żołnierze 1. Dywizji Pancernej generała Stanisława Maczka zajęli wyznaczoną strefę i tego dnia rozpoczęła się masowa ewakuacja Niemców. Przebiegała ona na różnych zasadach, zależnych od miejscowych władz polskich. W Papenburgu wysiedlono Niemców z 257 domów, ale pozwolono im pozostać w mieście i mieszkać we własnych komórkach, stajniach i oborach. W ciągu 9 dni do 30 sąsiednich gmin wyeksmitowano wszystkich mieszkańców Haren (dodatkowo zarządzono zakaz wstępu Niemcom do miasta), pozostawiając jedynie burmistrza z rodziną i zakonnice, pracujące w tamtejszym szpitalu. Burmistrz został zobowiązany do opieki nad wysiedlonymi Niemcami. Na ich miejsce umieszczono ponad 5000 Polaków, uwolnionych z obozów pracy i obozów jenieckich. Byli wśród nich powstańcy warszawscy, w tym 1728 kobiet, uczestniczek powstania uwolnionych z obozu w Oberlangen, jednak w przytłaczającej większości polską kolonię stanowili lwowiacy oraz ludzie, pochodzący z województwa stanisławowskiego, dlatego dość szybko oficjalnie zmieniono nazwę miasta z Haren, na Lwów. Spotkało się to z natychmiastową reakcją dyplomacji radzieckiej, która zaczęła domagać się nie tylko zmiany nazwy miasta, ale wręcz całkowitej likwidacji polskiej strefy okupacyjnej w Emsland. Również Brytyjczycy starali się wpłynąć na Polaków, by jednak zmienili nazwę miasta. W sprawę zaangażował się sam Wódz Naczelny, generał Tadeusz Bór-Komorowski i 23 czerwca 1945, w czasie wizyty w mieście, nadał Haren nową nazwę Maczków, na cześć dowódcy 1 Dywizji Pancernej, generała Maczka. Maczków uzyskał nowy herb i pieczęć miejską, na którym znalazł się kwiat maku i symbol 1 Dywizji Pancernej, hełm i skrzydło husarskie. Polskie nazwy otrzymały również wszystkie ulice (np. Akademicka, Aleje Ujazdowskie, Armii Krajowej, Artyleryjska, Jagiellońska, Kopernika, Legionów, Lwowska, Łyczakowska, Mickiewicza, Ogrodowa, Polna, Wileńska, Zygmuntowska, 1 Dywizji Pancernej, Most Baileya).

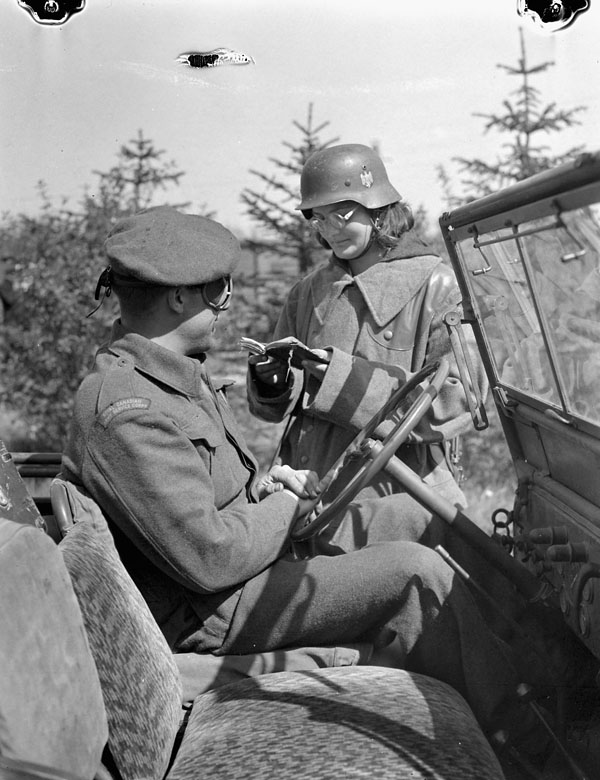
Polka w mundurze niemieckim sprawdza dokumenty kanadyjskiego żołnierza przy głównej bramie obozu w Haren po jego wyzwoleniu, 7 maja 1945.

Pierwszym cywilnym burmistrzem Maczkowa został Zygmunt Gałecki, a kolejnym Mieczysław Futa. W ciągu następnych trzech lat Maczków był miastem z polskim burmistrzem, kilkoma szkołami, strażą pożarną, prasą, księgarnią i parafią.
W mieście znalazł schronienie, po opuszczeniu obozu Buchenwald, m.in. Józef Szajna. W mieście założono Uniwersytet Ludowy. 19 czerwca 1945 powstał Teatr Ludowy im. Wojciecha Bogusławskiego, zorganizowany przez wyzwolonego z obozu jenieckiego Leona Schillera; Schiller był jednym z tych, którzy nawoływali do powrotu do kraju. W pobliskim Meppen znajdowała się polska księgarnia sprzedająca miesięcznie ok. 15–18 tysięcy książek. Wydawana była polska prasa, gazety „Dziennik” i „Defilada” osiągały początkowo nakład 90 tysięcy egzemplarzy. Powstało kilkanaście polskich przedszkoli i szkół, a w samym Maczkowie gimnazjum, liceum oraz Polskie Gimnazjum Mechaniczne. W lipcu 1945 r. w Maczkowie wystąpił skrzypek Yehudi Menuhin z akompaniującym mu pianistą Beniaminem Brittenem.

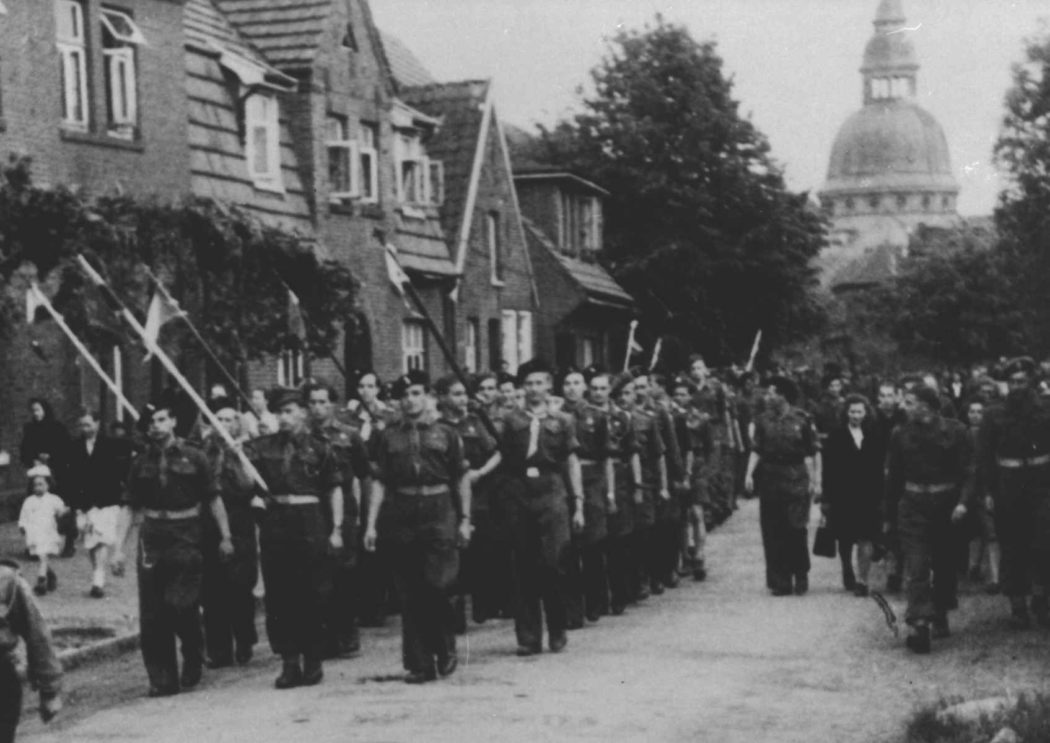
Polscy spadochroniarze wchodzący do Haren.

Zarejestrowano 497 chrztów, 289 ślubów i 101 pogrzebów. 489 Polaków miało świadectwa urodzenia wskazujące jako miejsce urodzenia Maczków – miasto, którego nie można było znaleźć na żadnej mapie. W rejonie dochodziło również do konfliktów z niemieckimi mieszkańcami, m.in. w marcu 1947 r. na placu w Aschendorfie wywieszono listę 35 niemieckich kobiet, które rzekomo utrzymywały kontakty z Polakami, a we Freren w powiecie Lingen, byli więźniowie obozów koncentracyjnych spalili dom ortsgruppenleitera NSDAP, Eilerta.
Od jesieni 1946 r. polskie wojsko zaczęło opuszczać Haren i w rejonie pozostawali już tylko byli więźniowie (dipisi). Nazwę Haren przywrócono 10 września 1948, gdy żołnierze wrócili do Wielkiej Brytanii, a polscy mieszkańcy zostali w ramach brytyjskiej "Operacji Carrot" przesiedleni do Polski lub też wyjechali za żołnierzami.